# عبد العزيز الشهراني (لاعب كرة قدم مواليد 1994)
عبد العزيز سعيد ناصر الشهراني، لاعب كرة قدم سعودي، يلعب في نادي الدرعية.

## مسيرة اللاعب
لعب في نادي أبها ونادي ضمك والنادي الأهلي ونادي أحد ونادي الدرعية.

## روابط خارجية
- عبد العزيز الشهراني على موقع قاعدة بيانات كرة القدم.إي يو (الإنجليزية)
- عبد العزيز الشهراني على موقع Soccerway.com (الإنجليزية)